# Turbulenca v čistem zraku
Turbulenca v čistem zraku (ang. Clear-air turbulence - CAT) je turbuletno premikanje zraka, ki nima vizualnih znakov, kot npr. oblaki. Pojavi se, ko se srečata dve zračni masi z zelo različnimi hitrostmi.
CAT se največkrat pojavi v troposferi na višini 7.000–12.000 m (23.000–39.000 ft). Velikokrat se pojavi v bližini jet streamov. Lahko se pojavi tudi na nižjih višinah ob gorskih preprekah. Cirusovi oblaki velikokrat pomenijo turbulenco v čistem zraku.
Globalno segrevanje naj bi povečalo pogostost turbulence v čistem zraku. 
CAT je neprijetna za potnike v reaktivnih letalih, v nekaterih primerih celo nevarna. CAT je vizualno skoraj nemogoče detektirati, tudi s konvencionalnim radarjem jo je tudi precej težko natančno detektirati. Kdaj se za detelcijo uporablja optične metode kot npr. scintilometer, Doppler LIDAR ali N-slit interferometer.
Pri letu skozi CAT pilot po navadi zmanjša hitrost.  